# Adjudicación de contratos

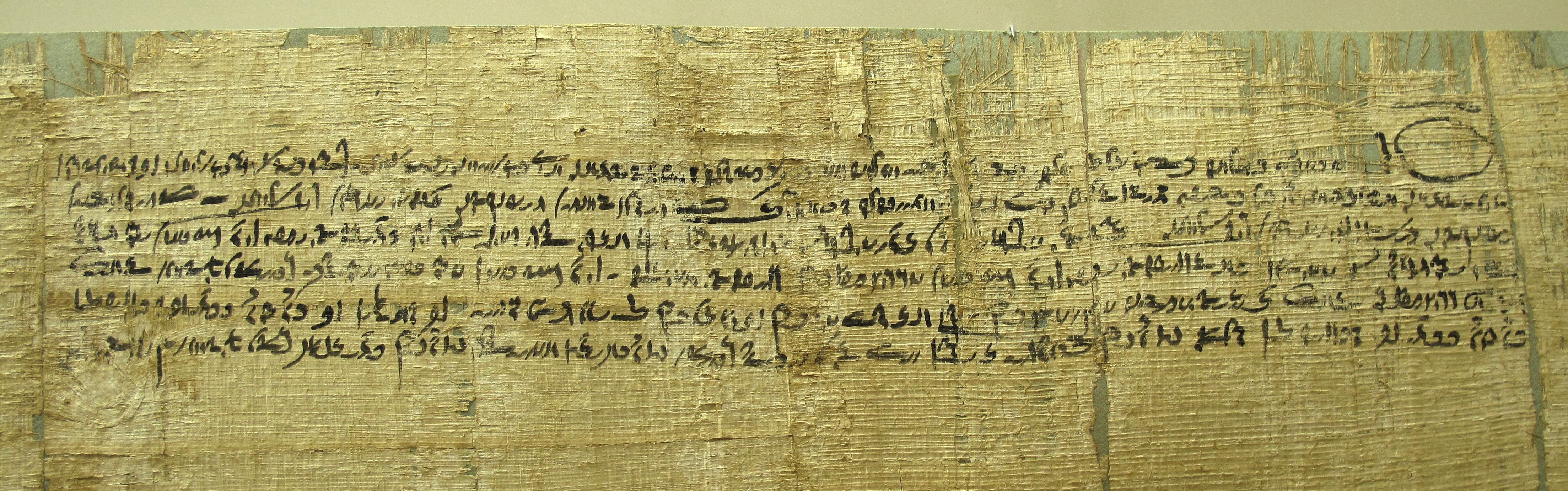
Contrato egipcio de la era ptolemaica escrito en demótico

"La adjudicación del contrato" es el paso final de un proceso de aprovisionamiento o adquisición. En este paso se evalúan (de acuerdo con alguno de los criterios explicados seguidamente) las propuestas (ofertas) y se otorga el contrato a la oferta ganadora. Normalmente al llegar a este punto la elegibilidad de las propuestas ya ha sido determinada. Así que  queda escoger la propuesta más preferible entre las presentadas.Hay varios métodos para escoger, que evidentemente dependen de la forma que el responsable del aprovisionamiento ha escogido para llevarlo a cabo.

## Métodos

### Menor precio o precio mínimo
Este criterio es el más sencillo y antiguo de todos: el contrato se otorga a la oferta de precio menor (más baja). Puede considerarse el precio total o los diferentes precios de las diversas partes de las que consta el contrato. También, si se pedía que las ofertas incluyeran un descuento sobre un presupuesto máximo, puede otorgarse el contrato a la oferta que contenga el mayor descuento. Este método es uno de los propuestos para licitaciones de organismos públicos de la Unión Europea.

### Más ventajoso económicamente
Esto es aplicable a propuestas de diferente calidad dentro de los límites establecidos en la documentación que explica cómo deben ser las ofertas. De acuerdo con este criterio, las propuestas son ordenadas de mayor a menor importe del valor que contienen, y se otorga el contrato a la de mayor importe.
Similar a esto es la ordenación de las propuestas de menor a mayor tiempo de ejecución, lo que hace más valiosas las ofertas que necesitan menos tiempo para llevarse a cabo. Este método es otro de los propuestos para licitaciones de organismos públicos de la Unión Europea.

### Valor medio
El contrato se otorga a la oferta más cercana al importe medio de todas las ofertas presentadas. Este criterio puede aplicarse a aprovisionamientos donde se esperan numerosas propuestas y  existe la necesidad de un valor que represente el del mercado.

### Exclusión de los extremos
Según este criterio se excluyen las propuestas que más se desvían (por encima o por debajo) del resto y entonces se aplica uno de los 2 criterios anteriores.
Hay también muchas variantes o combinaciones de estos métodos principales.